# La mano sinistra delle tenebre
La mano sinistra delle tenebre (The Left Hand of Darkness), ritradotto nel 2022 in italiano col titolo La mano sinistra del buio da Chiara Reali, è un romanzo di fantascienza del 1969 di Ursula K. Le Guin. Sin dalla sua pubblicazione il romanzo ha goduto di una immensa popolarità, aiutando Le Guin ad affermarsi come una delle più importanti autrici di fantascienza.
Nel romanzo, Genly Ai, un umano proveniente dalla Terra, viene inviato su Gethen, un pianeta dove tutti gli abitanti sono ambisessuali, senza un sesso fisso, come inviato della lega intergalattica dell'Ecumene. Ai, la cui missione è quella di convincere le nazioni di Gethen ad unirsi all'Ecumene, è ostacolato dalla mancanza di comprensione della loro cultura.
Ambientato nell'universo immaginario dell’Ecumene, La mano sinistra delle tenebre è il quarto romanzo in ordine temporale di pubblicazione, preceduto da Città delle illusioni (City of Illusions) e seguito da Il mondo della foresta (The Word for World Is Forest).
Nel ciclo dell'Ecumene, le tematiche di Le Guin spaziano da avventure spaziali a parabole più filosofiche. Una logica narrativa rigorosa e uno stile snello ma lirico sono combinate per creare storie avvincenti, nonché per attirare i suoi lettori nelle “terre interne” dell’immaginazione come la stessa Le Guin definisce. Secondo l’autrice, tale scrittura poteva essere una forza morale.
Se non puoi o non vuoi immaginare i risultati delle tue azioni, non c’è modo di agire moralmente o responsabilmente, così si espresse Le Guin al The Guardian in un’intervista nel 2005. I bambini non possono farlo, i bambini sono moralmente mostri, completamente avidi. La loro immaginazione deve essere addestrata alla preveggenza e all’empatia.
Vincitore di importanti riconoscimenti nell'ambito della narrativa fantascientifica, il premio Hugo e il premio Nebula.

## Trama
Genly Ai è un inviato dell'Ecumene sul pianeta Gethen, con il compito di convincerlo ad unirsi alla federazione.
Ai si trova di fronte ad alcune situazioni molto particolari su Gethen. Innanzitutto il pianeta è quasi completamente ghiacciato: non per niente il suo nome significa “Inverno” nella lingua locale. Il secondo aspetto peculiare è che i suoi abitanti sono ermafroditi latenti. I Getheniani sono neutri per la maggior parte del tempo, ma ogni ventisei giorni hanno una fase detta kemmer (della durata di due giorni) in cui diventano maschi o femmine in base ad uno scambio di feromoni con il partner. Entrambi i partner quindi hanno la possibilità di restare incinti. Questa caratteristica deriva dal fatto che
l'insediamento è stato oggetto di manipolazione genetica decine di migliaia di anni prima.
Le vicende di Genly riguardano principalmente il suo incontro con i potenti della nazione di Karhide prima e Orgoreyn poi. In entrambi viene coinvolto in giochi di potere politici che non capisce e che ben poco hanno a che fare con la sua missione. Tutti i personaggi coinvolti più che pensare ai vantaggi che darà loro l'alleanza con un impero stellare molto più progredito si concentrano su come utilizzare questo bizzarro alieno per il loro tornaconto politico.
Un elemento fondamentale delle vicende di Ai è la sua amicizia con un getheniano, che dà modo all'autrice di affrontare il tema della comprensione tra popoli diversi e quello del genere sessuale come fattore di differenziazione nella società umana.

## Edizioni
- The Left Hand of Darkness, Ace Books, 1969,  pp. 286.
- La mano sinistra delle tenebre, traduzione di Ugo Malaguti, Collana Gli slan fantascienza, Bologna, Libra Editrice, dicembre 1971; II ed., 1976.
- La mano sinistra delle tenebre, traduzione di Ugo Malaguti, Collana Cosmo Serie Oro n.65, Milano, Editrice Nord, 1984,  p. 272, ISBN 88-429-0362-0.
- La mano sinistra delle tenebre, traduzione di Ugo Malaguti, Collana TEADUE, Milano, TEA, 2003,  p. 267, ISBN 88-502-0446-9.
- La mano sinistra del buio, traduzione di Chiara Reali, Postfazione di Nicoletta Vallorani, Collana Oscar Moderni. Cult, Milano, Mondadori, 2021, p. 300, ISBN 978-88-047-3205-1.